# مفتاح الفلاح ومصباح الأرواح (كتاب)
كتاب مفتاح الفلاح ومصباح الأرواح في ذكر الله الكريم الفتاح، في التصوف، للمؤلف: ابن عطاء الله السكندري.
صنف ابن عطاء الله السكندري هذا الكتاب، وتحدث فيه عن ماهية الذكر وفضله، وبالإجماع عليه، ودليله في الكتاب والسنة ثم تحدث عن الجهر فيه والتحذير من تركه وأتبع ذلك بباب ذكر فيه فوائد الذكر على الإجمال ثم فوائد الأذكار، ثم تحدث عن تدريج السالك بالأذكار وكيفية تنقله في الأطوار وتناول الحديث عن المريد للسلوك إذا سبق منه كثرة آثام وأوزار ثم أتبع ذلك بباب ذكر فيه الخلوة منهياً القسم الأول باب ما ينبغي لأهل الطريق أن يأخذوا أنفسهم به ويلازموه وخصص القسم الثاني لشرح الأذكار وقد ضمّ هذا القسم فصول وخاتمة هي جملة من الأصول.